# Hyodectis crenoides
Hyodectis crenoides är en fjärilsart som beskrevs av Edward Meyrick 1904. Hyodectis crenoides ingår i släktet Hyodectis och familjen stävmalar. Inga underarter finns listade i Catalogue of Life.